# Operación Nikolai
Operación Nikolai es una película documental española de 1992, dirigida por Dolors Genovès  con guion suyo y de Llibert Ferri emitido por el canal de televisión catalán TV3.
Un equipo de investigación de Televisió de Catalunya trabajó en los archivos de la Internacional Comunista y de la KGB en Moscú para documentarse sobre las actividades del líder marxista catalán Andreu Nin en la URSS (1921-1930) y sobre su detención el 16 de junio de 1937 en Barcelona, su secuestro y asesinato.Documentación que había permanecido inaccesible durante 55 años.
En el archivo del KGB se accedió a los documentos que demuestran la conspiración para desarticular el POUM. En el archivo de la Internacional Comunista se pudieron consultar los documentos de la actividad del líder marxista catalán en la Unión Soviética. Se localizó documentación que demuestra cómo fue la presencia soviética en la zona republicana. También en Moscú, en la filmoteca rusa de Krasnogorsk, se encontraron imágenes de Nin en la URSS y documentales sobre la ayuda soviética al gobierno republicano durante la Guerra Civil. En Madrid se consultó el fondo de la Causa General, depositado en el Archivo Histórico Nacional.
En el documental se entrevista a 17 antiguos militantes del POUM y compañeros de Nin, dirigentes políticos, testigos, historiadores, intelectuales y familiares.
Cuando no se pudo contar con imágenes reales se recrearon situaciones parecidas.